# Ossana
Ossana település Olaszországban, Trento megyében. Lakosainak száma 819 fő (2023. január 1.). Ossana Peio, Pinzolo, Vermiglio, Carisolo és Pellizzano községekkel határos.

## Népesség
A település népességének változása:
| Lakosok száma | 854  | 837  | 819  |
|               | 2017 | 2018 | 2023 |